# HD 61391
HD 61391，又名CD-48 3069，SAO 218841、HR 2940，是一颗恒星，视星等为5.72，位于銀經261.4，銀緯-13.19，其B1900.0坐标为赤經7h 33m 55.8s，赤緯-48° -13.19′ 19″。